# Alfons Hebbinckuys
Alfons Hebbinckuys, né le 28 octobre 1870 à Saint-Nicolas et y décédé le 21 novembre 1937 fut un homme politique catholique belge.
Hebbinckuys fut élu conseiller communal de Saint-Nicolas (1912) et échevin (1921-34); sénateur de l'arrondissement de Termonde-Saint-Nicolas en 1932 en suppléance d'Henri Libbrecht, décédé et de 1934 à sa mort en suppléance de Albéric Van Stappen, décédé.

## Généalogie
- Il fut le père de Georges Hebbinckuys (1896-1957).

## Sources
- Bio sur ODIS